# هانس هاكر
هانس هاكر (بالإنجليزية: Hans Hacker)‏ هو رسام أمريكي، ولد في 4 مارس 1910، وتوفي في 27 ديسمبر 1994.